# رنگینک پشت‌قرمز
رنگینک پشت‌سرخ (نام علمی: Lonchura nigriceps) نام یک گونه از سرده سهره‌های ریز است.